# آرون کوهن (معاون ناسا)
آرون کوهن (انگلیسی: Aaron Cohen؛ ۵ ژانویهٔ ۱۹۳۱ – ۲۵ فوریهٔ ۲۰۱۰) از ۱۹ فوریه ۱۹۹۲ تا ۱ نوامبر ۱۹۹۲، معاون ناسا بود و از سال ۱۹۷۲، مدیریت برنامه شاتل‌های فضایی را بر عهده گرفت.